# Notocladonia
Notocladonia är ett släkte av lavar. Notocladonia ingår i familjen Cladoniaceae, ordningen Lecanorales, klassen Lecanoromycetes, divisionen sporsäcksvampar och riket svampar.
|              | Gymnoderma                               |
|              |                                          |
|              | Cladonia                                 |
|              |                                          |
|              | Cladia                                   |
|              |                                          |
| Notocladonia | \| \| Notocladonia cochleata \| \| \| \| |
|              | \| \| Notocladonia cochleata \| \| \| \| |
|              | Thysanothecium                           |
|              |                                          |
|              | Metus                                    |
|              |                                          |
|              | Squamella                                |
|              |                                          |
|              | Pilophorus                               |
|              |                                          |
|              | Myelorrhiza                              |
|              |                                          |
|              | Notocladonia cochleata                   |
|              |                                          |

|  | Notocladonia cochleata |
|  |                        |